# ولایت کرواسی
ولایت کرواسی (ترکی عثمانی: vilâyet-i Hırvat) یک نهاد مرزی موقت در دالماتیا در قرن شانزدهم به پایتختی شهر سینی بود. بلافاصله پس از تصرف مناطق داخلی دالماتین و لیکا توسط امپراتوری عثمانی از جمهوری ونیز در سال ۱۵۲۰، عثمانی‌ها آن را به عنوان نهادی مرزی سازمان دادند و نام آن را «ولایت کرواسی» گذاشتند. مرز جنوبی قلمرو این ولایت رودخانه جتینا و مرز شمال‌غربی لیکا و رود زرمانجا بود. این منطقه همچنین شامل منطقه‌ای در اطراف رودخانه کرکا بود. این قلمرو از نظر اداری به عنوان ولایت کرواسی اداره می‌شد که متعلق به سنجاق بوسنی بود و در فهرست ۱۵۳۰ (ثبت مالیات) خود به این ترتیب درج شده بود.